# ヨルマ・キンヌネン
ヨルマ・キンヌネン（ヨルマ・ヴィルホ・パーヴァリ・キンヌネンJorma Vilho Paavali Kinnunen、1941年12月15日 - 2019年7月25日）は、フィンランドの陸上競技選手。専門は主としてやり投。西スオミ州ピフティプダス（Pihtipudas）出身。1968年メキシコオリンピック男子やり投銀メダリスト。メキシコオリンピックでは88m58の記録で、ヤーニス・ルーシスの90m10に次ぐ2位となった。1969年6月18日、タンペレの競技会において92m70を記録し世界記録を更新した。
大工として働く傍らやり投の選手として活躍した。世界陸上競技選手権東京大会男子やり投優勝者キモ・キンヌネンを子息に持つ。身長175cm、80 kg。

## 参考資料・外部リンク
- ヨルマ・キンヌネン - Olympedia（英語）